# Église Notre-Dame de Vevey
L'église Notre-Dame, également appelée église catholique Notre-Dame de Vevey est une église catholique situé dans la ville vaudoise de Vevey, en Suisse.

## Histoire
La première église catholique de la ville a été l'église Saint-Martin, devenue un temple protestant après la mise en place de la réforme résultant de la conquête bernoise de 1536. Longtemps, désormais, le culte catholique est interdit.
Renouveau du culte catholique à Vevey. En 1824, la baronne Thérèse de Bock obtient l'autorisation de faire célébrer une messe privée pour elle-même et son entourage dans une maison que les chartreux de la Part-Dieu possédaient à Vevey (rue d'Italie 2). La maison des moines, reconstruite en 1842, conserve un autel domestique logé dans une armoire. Toutefois, les biens du couvent de la Part-Dieu sont sécularisés lors de la révolution radicale fribourgeoise et la maison de Vevey est vendue en 1854 à l’État de Vaud.
En 1832, d'autres catholiques veveysans sont autorisés à acheter une maison au Bourg de Bottonnens (rue d'Italie 22) pour la reconstruire en chapelle, à condition que l'édifice, extérieurement, ne montre aucun signe de sa destination. La chapelle, construite sans doute par le maître maçon Nicolas Giobbe, est inaugurée le 7 décembre 1834 sous le vocable de l'Annonciation à la Vierge Marie. Le même artisan élève l'année suivante la cure devant la chapelle, avec une façade de maison bourgeoise donnant sur la rue d'Italie. Mais deux ans déjà après l'achèvement de la chapelle, son exiguïté est notoire. Elle est désaffectée et vendue en 1871.
Construction de l'église actuelle. Frédéric Bauer, curé de Vevey entre 1868 et 1875, excellent prédicateur, parvient à susciter diverses donations importantes, notamment celle du comte Jules de Villeneuve, chargé d'affaires du Brésil en Suisse et alors établi à La Tour-de-Peilz. Celui-ci choisit le titre de Notre-Dame-de-Bon-Secours pour la nouvelle église, qui sera élevée à l'entrée orientale de la ville, sur la nouvelle rue des Chenevières créée en 1842. En 1869, l'architecte Émile Vuilloud présente un plan pour une église de 1 200 personnes, en insistant sur l'importance du transept qui contribue, selon lui, à "plus de majesté". Les travaux de construction durent de 1869-1872. Les riches décors de façades et des ornements intérieurs sont dus au sculpteur Charles Jeunet, de Vevey. L'église est consacrée sous le vocable de l'Annonciation à la Vierge le 10 octobre 1872.
Embellissements ultérieurs. Les apports les plus importants ont eu lieu entre 1883 et 1897, avec la mise en place de l'orgue (un instrument de Vincenzo Mascioni a remplacé en 1901 l'orgue plus ancien), de la chaire (1888, par Théophile Klem, de Colmar), des autels principaux et des peintures (1897, par Otto Haberer). Le monumental maître-autel est venu remplacer en 1897 un autel plus simple. Exécuté d'après les plans de Franz August Müller, d'une famille réputée de constructeurs d'autels à Wil, il rappelle celui de la cathédrale de Nevers ou celui de l'église Sainte-Cécile-du-Trastevere à Rome. Les chapelles de la Vierge et de Saint-Joseph abritent des autels en marbre blanc érigés en 1904. Le premier est dû au ciseau de Charles Reymond, le second à celui de David V Doret.
Restaurations. 1949-1950, par Claude Jaccottet, architecte. — 1968, suppression des arcs-boutants des bas côtés. — 1974-1980 par Claude Jaccottet, architecte. 1994, se terminant par la construction d'un nouvel orgue par la manufacture Kuhn de Maennedorf. Une nouvelle série de travaux, pour un total de 5 millions de francs, est entreprise au début des années 2000 avec, en particulier, l'installation d'un nouvel autel conforme aux exigences de Vatican II. En octobre 2011, trois jours de fête marquent l'achèvement de la restauration, avec un concert d'orgue de Pierre Pincemaille,.
Le bâtiment, classé en note 2 au recensement architectural du canton de Vaud est inscrit comme bien culturel suisse d'importance nationale.

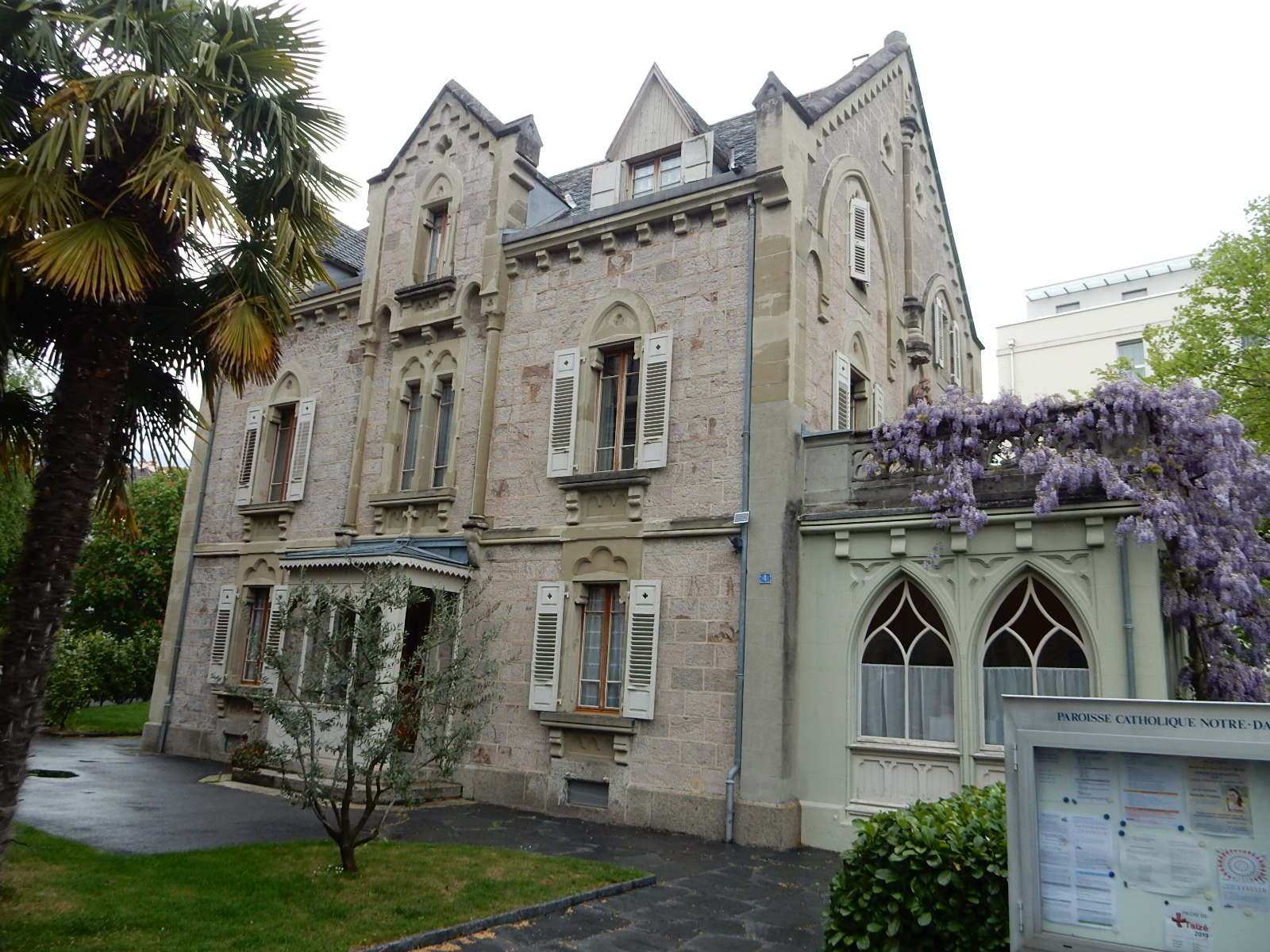
Vevey, Église catholique Notre-Dame, cure 2

La cure voisine (1872) dessinée par le même architecte Émile Vuilloud, constitue, avec l'église, un ensemble d'inspiration néo-médiévale de qualité exceptionnelle. Ce dernier bâtiment a été classé monument historique en 1983 et restauré en 2022. Il bénéficie également de la protection de la Confédération au titre de bien culturel d'importance nationale.